# Jordyn Blake
Jordyn Blake (* 5. Juni 2000 in Christchurch) ist eine neuseeländische Leichtathletin, die sich auf den Sprint spezialisiert hat.

## Sportliche Laufbahn
Erste internationale Erfahrungen sammelte Jordyn Blake, die ab 2019 an der Loyola University Chicago in den Vereinigten Staaten studierte, bei den Ozeanienmeisterschaften 2022 in Mackay, bei denen sie in 56,32 s den siebten Platz im 400-Meter-Lauf belegte und im Finale über 200 Meter nicht mehr an den Start ging. Zudem ging sie erneut in die Vereinigten Staaten und studierte an der University of Oregon. 2025 schied sie bei den World University Games in Bochum mit 24,66 s in der ersten Runde im 200-Meter-Lauf aus und belegte mit der neuseeländischen 4-mal-400-Meter-Staffel in 3:35,22 min den sechsten Platz.
2022 wurde Blake neuseeländische Meisterin in der 4-mal-100-Meter-Staffel sowie 2025 in der 4-mal-400-Meter-Staffel.

## Persönliche Bestzeiten
- 200 Meter: 23,91 s (+2,0 m/s), 12. Februar 2022 in Auckland
- 400 Meter: 53,95 s, 14. März 2025 in Brisbane